# Mistrzostwa Świata w Strzelectwie 1923
Mistrzostwa Świata w Strzelectwie 1923 – 21. edycja mistrzostw świata w strzelectwie. Odbyły się one w amerykańskim Camp Perry w dniu 18 września 1923. Rywalizowano w jedenastu konkurencjach.
Był to trzeci mundial rozegrany poza obszarem Europy, jednak najsłabiej obsadzony przez Europejczyków. Spośród 29 medali, przedstawiciele Starego Kontynentu zdobyli tylko cztery – pozostałe 25 wywalczyli zawodnicy z kontynentu północnoamerykańskiego (21 Amerykanie, a 4 Kanadyjczyk). W karabinie dowolnym i pistolecie dowolnym startowali wyłącznie Amerykanie. Jedyni zagraniczni strzelcy wystąpili w karabinie wojskowym – było ich trzech i każdy z nich stawał na podium. Najwięcej medali zdobył Amerykanin Morris Fisher (pięć).

## Klasyfikacja medalowa
Gospodarze mistrzostw
| Pozycja | Kraj              | Złoto | Srebro | Brąz | Łącznie |
| ------- | ----------------- | ----- | ------ | ---- | ------- |
| 1       | Stany Zjednoczone | 9     | 6      | 6    | 21      |
| 2       | Kanada            | 1     | 2      | 1    | 4       |
| 3       | Holandia          | 1     | 0      | 2    | 3       |
| 4       | Francja           | 0     | 1      | 0    | 1       |

## Wyniki
| Konkurencja                                     | Złoto                                                                                   | Wynik     | Srebro                                              | Wynik                                               | Brąz                                                | Wynik                                               |
| Karabin wojskowy, trzy postawy, 300 m           | Ned Moor                                                                                | 484 pkt.  | James Boa                                           | 474 pkt.                                            | B. van Spreekens                                    | 451 pkt.                                            |
| Karabin wojskowy leżąc, 300 m                   | James Boa                                                                               | 182 pkt.  | Ned Moor                                            | 177 pkt.                                            | B. van Spreekens                                    | 160 pkt.                                            |
| Karabin wojskowy klęcząc, 300 m                 | B. van Spreekens                                                                        | 162 pkt.  | James Boa                                           | 161 pkt.                                            | Ned Moor                                            | 157 pkt.                                            |
| Karabin wojskowy stojąc, 300 m                  | Ned Moor                                                                                | 150 pkt.  | André Regaud                                        | 131 pkt.                                            | James Boa                                           | 131 pkt.                                            |
| Karabin dowolny, trzy postawy, 300 m            | Morris Fisher                                                                           | 1090 pkt. | Walter Stokes                                       | 1069 pkt.                                           | Lawrence Nuesslein                                  | 1062 pkt.                                           |
| Karabin dowolny, trzy postawy, 300 m, drużynowo | Stany Zjednoczone John Boles Morris Fisher Carl Osburn Walter Stokes Lawrence Nuesslein | 5301 pkt. | Startowała tylko reprezentacja Stanów Zjednoczonych | Startowała tylko reprezentacja Stanów Zjednoczonych | Startowała tylko reprezentacja Stanów Zjednoczonych | Startowała tylko reprezentacja Stanów Zjednoczonych |
| Karabin dowolny leżąc, 300 m                    | Morris Fisher                                                                           | 385 pkt.  | John Boles                                          | 379 pkt.                                            | Walter Stokes                                       | 377 pkt.                                            |
| Karabin dowolny klęcząc, 300 m                  | Morris Fisher                                                                           | 367 pkt.  | Walter Stokes                                       | 358 pkt.                                            | Lawrence Nuesslein                                  | 352 pkt.                                            |
| Karabin dowolny stojąc, 300 m                   | Lawrence Nuesslein                                                                      | 339 pkt.  | Morris Fisher                                       | 338 pkt.                                            | John Boles                                          | 335 pkt.                                            |
| Pistolet dowolny, 50 m                          | Irving Calkins                                                                          | 523 pkt.  | Charles Price                                       | 513 pkt.                                            | R.G. Wescott                                        | 512 pkt.                                            |
| Pistolet dowolny, 50 m, drużynowo               | Stany Zjednoczone Irving Calkins J. Dunn Karl Frederick Charles Price R.G. Wescott      | 2540 pkt. | Startowała tylko reprezentacja Stanów Zjednoczonych | Startowała tylko reprezentacja Stanów Zjednoczonych | Startowała tylko reprezentacja Stanów Zjednoczonych | Startowała tylko reprezentacja Stanów Zjednoczonych |